# Seleção Francesa de Futebol Sub-21
A Seleção Francesa de Futebol Sub-21 (em francês:  Equipe de France Espoirs), conhecidos na França como Les Espoirs (pronúncia em francês: [ɛs.pwaʁ], As Esperanças) também conhecida por França Sub-21, é a seleção Francesa de futebol formada por jogadores com idade inferior a 21 anos. A equipe disputa o Campeonato Europeu de Futebol Sub-21, realizado a cada dois anos. A equipe já foi treinada pelo ex-treinador do Toulouse Erick Mombaerts, no entanto, após o fracasso da equipe ao não se classificar para o Campeonato Europeu de Futebol Sub-21 de 2013, em outubro de 2012, ele concordou em deixar o cargo.
A França venceu o Campeonato Europeu de Futebol Sub-21 uma vez, em 1988. Alguns jogadores notáveis da campanha passaram a atuarem na seleção principal como Laurent Blanc, Eric Cantona, Franck Sauzée e Jocelyn Angloma, entre outros. Blanc foi eleito o melhor jogador do torneio.

## Corpo técnico
Atualizado em 9 de setembro de 2013
| Posição               | Nome                | Nacionalidade |
| --------------------- | ------------------- | ------------- |
| Treinador             | Sylvain Ripoll      | França        |
| Assistente            | Patrice Gonfalone   | França        |
| Assistente            | José Alcocer        | França        |
| Treinador de goleiros | Sylvain Matrisciano | França        |
| Médico                | François Brochet    | França        |
| Fisioterapeuta        | Guy Puravet         | França        |

## Títulos
- Campeonato Europeu Sub-21: 1988
- Torneio Internacional de Toulon: 1977, 1984, 1985, 1987, 1988, 1989, 1997, 2004, 2005, 2006, 2007

## Campanhas

### Campeonato Europeu Sub-21
| Desempenho Histórico no Campeonato Europeu Sub-21 | Desempenho Histórico no Campeonato Europeu Sub-21 | Desempenho Histórico no Campeonato Europeu Sub-21 | Desempenho Histórico no Campeonato Europeu Sub-21 | Desempenho Histórico no Campeonato Europeu Sub-21 | Desempenho Histórico no Campeonato Europeu Sub-21 | Desempenho Histórico no Campeonato Europeu Sub-21 | Desempenho Histórico no Campeonato Europeu Sub-21 | Desempenho Histórico no Campeonato Europeu Sub-21 |
| Ano                                               | Desempenho                                        | Jogos                                             | V                                                 | E*                                                | D                                                 | GP                                                | GC                                                |                                                   |
| ------------------------------------------------- | ------------------------------------------------- | ------------------------------------------------- | ------------------------------------------------- | ------------------------------------------------- | ------------------------------------------------- | ------------------------------------------------- | ------------------------------------------------- | ------------------------------------------------- |
| 1978                                              | Não se classificou                                | 4                                                 | 0                                                 | 1                                                 | 3                                                 | 4                                                 | 6                                                 |                                                   |
| 1980                                              | Não se classificou                                | 4                                                 | 2                                                 | 1                                                 | 1                                                 | 3                                                 | 2                                                 |                                                   |
| 1982                                              | Quartas de final                                  | 6                                                 | 3                                                 | 1                                                 | 2                                                 | 9                                                 | 8                                                 |                                                   |
| 1984                                              | Quartas de final                                  | 6                                                 | 3                                                 | 1                                                 | 2                                                 | 11                                                | 9                                                 |                                                   |
| 1986                                              | Quartas de final                                  | 8                                                 | 2                                                 | 3                                                 | 3                                                 | 13                                                | 13                                                |                                                   |
| 1988                                              | Campeão                                           | 12                                                | 6                                                 | 5                                                 | 1                                                 | 21                                                | 13                                                |                                                   |
| 1990                                              | Não se classificou                                | 6                                                 | 3                                                 | 2                                                 | 1                                                 | 11                                                | 7                                                 |                                                   |
| 1992                                              | Não se classificou                                | 8                                                 | 3                                                 | 2                                                 | 3                                                 | 7                                                 | 5                                                 |                                                   |
| 1994                                              | Quarto lugar                                      | 14                                                | 10                                                | 2                                                 | 2                                                 | 24                                                | 8                                                 |                                                   |
| 1996                                              | 3º lugar                                          | 14                                                | 8                                                 | 4                                                 | 2                                                 | 30                                                | 5                                                 |                                                   |
| 1998                                              | Não se classificou                                | 8                                                 | 4                                                 | 3                                                 | 1                                                 | 13                                                | 8                                                 |                                                   |
| 2000                                              | Não se classificou                                | 8                                                 | 6                                                 | 2                                                 | 2                                                 | 19                                                | 6                                                 |                                                   |
| 2002                                              | Vice-campeão                                      | 15                                                | 12                                                | 3                                                 | 0                                                 | 27                                                | 7                                                 |                                                   |
| 2004                                              | Não se classificou                                | 10                                                | 8                                                 | 1                                                 | 1                                                 | 20                                                | 7                                                 |                                                   |
| 2006                                              | Semifinais                                        | 14                                                | 10                                                | 2                                                 | 2                                                 | 24                                                | 10                                                |                                                   |
| 2007                                              | Não se classificou                                | 4                                                 | 2                                                 | 1                                                 | 1                                                 | 6                                                 | 3                                                 |                                                   |
| 2009                                              | Não se classificou                                | 10                                                | 5                                                 | 3                                                 | 2                                                 | 17                                                | 7                                                 |                                                   |
| 2011                                              | Não se classificou                                | 8                                                 | 4                                                 | 3                                                 | 1                                                 | 12                                                | 6                                                 |                                                   |
| 2013                                              | Não se classificou                                | 10                                                | 8                                                 | 0                                                 | 2                                                 | 23                                                | 7                                                 |                                                   |
| 2015                                              | Não se classificou                                | 10                                                | 8                                                 | 1                                                 | 1                                                 | 31                                                | 11                                                |                                                   |
| 2017                                              | Não se classificou                                | 10                                                | 6                                                 | 2                                                 | 2                                                 | 17                                                | 8                                                 |                                                   |
| 2019                                              | Semifinais                                        | 14                                                | 11                                                | 2                                                 | 1                                                 | 28                                                | 11                                                |                                                   |
| 2021                                              | Quartas de final                                  | 14                                                | 11                                                | 0                                                 | 3                                                 | 37                                                | 13                                                |                                                   |
| 2023                                              | Quartas de final                                  | 14                                                | 11                                                | 2                                                 | 1                                                 | 39                                                | 10                                                |                                                   |
| Total                                             | 1 título                                          | 223                                               | 137                                               | 46                                                | 40                                                | 414                                               | 180                                               |                                                   |